# Sugoi Uriarte
Sugoi Uriarte Marcos (ur. 14 maja 1984) – hiszpański judoka, wicemistrz świata,  mistrz Europy.
Największym sukcesem zawodnika jest srebrny medal mistrzostw świata z Rotterdamu (2009) w kategorii do 66 kg.